# BOK Center
El BOK Center, también conocido como Bank of Oklahoma Center, es un pabellón multiusos situado en Tulsa, Oklahoma. Fue inaugurado en 2007 y tiene en la actualidad una capacidad para 17 839 espectadores para el baloncesto y 17 096 para el hockey sobre hielo.

## Historia
Diseñado por César Pelli, el arquitecto de las Torres Petronas de Malasia, el BOK Center es el proyecto bandera de la iniciativa a largo plazo de la iniciativa de desarrollo del Condado de Tulsa denominado Vision 2025.
Fue la sede de las Tulsa Shock de la Women's National Basketball Association entre 2000 y 2015, los años que permaneció en la ciudad, antes de trasladarse a Dallas para convertirse en las Dallas Wings.

## Eventos
En su corta existencia, el pabellón ha albergado dos acontecimientos notorios de baloncesto universitario. En marzo de 2010 fue la sede del torneo masculino de la Conference USA, y al año siguiente albergó partidos de la segunda y tercera fase del Torneo de la NCAA.
A lo largo de su historia ha albergado innumerables conciertos de los grupos más importantes de la música actual. Los artistas que más veces ha actuado en el recinto han sido Garth Brooks con Trisha Yearwood, en nueve ocasiones, la Trans-Siberian Orchestra, en ocho, y Taylor Swift, Def Leppard, Brad Paisley, Nickelback, Coldplay, Carrie Underwood y Keith Urban en cuatro.